# Constantino Ducas (usurpador)
Constantino Ducas (em grego: Κωνσταντίνος Δούκας; romaniz.: Konstantínos Doúkas) ou Constantino Duque (Κωνσταντίνος Δούξ; m. junho de 913) foi um proeminente general bizantino dos séculos IX e X, ativo durante o reinado dos imperadores Leão VI, o Sábio (r. 886–912), Alexandre (r. 912–913) e Constantino VII Porfirogênito (r. 913–959). Aparece em 904, quando impediu que o eunuco Samonas desertasse o Império Bizantino ao Califado Abássida.
Em troca, Samonas manipulou seu pai, Andrônico Ducas, a se rebelar e fugir à corte califal de Bagdá em 906/907. Constantino seguiu seu pai, mas logo escapou e retornou ao império, onde voltou a estar entre os favoritos de Leão que lhe confiou altos cargos militares. Após a morte do imperador Alexandre (r. 912–913), com o apoio de vários aristocratas, Constantino tentou usurpar o trono do jovem Constantino VII Porfirogênito (r. 913–959), mas foi morto em um confronto com partidários do imperador legítimo.

## Vida

### Início da carreira

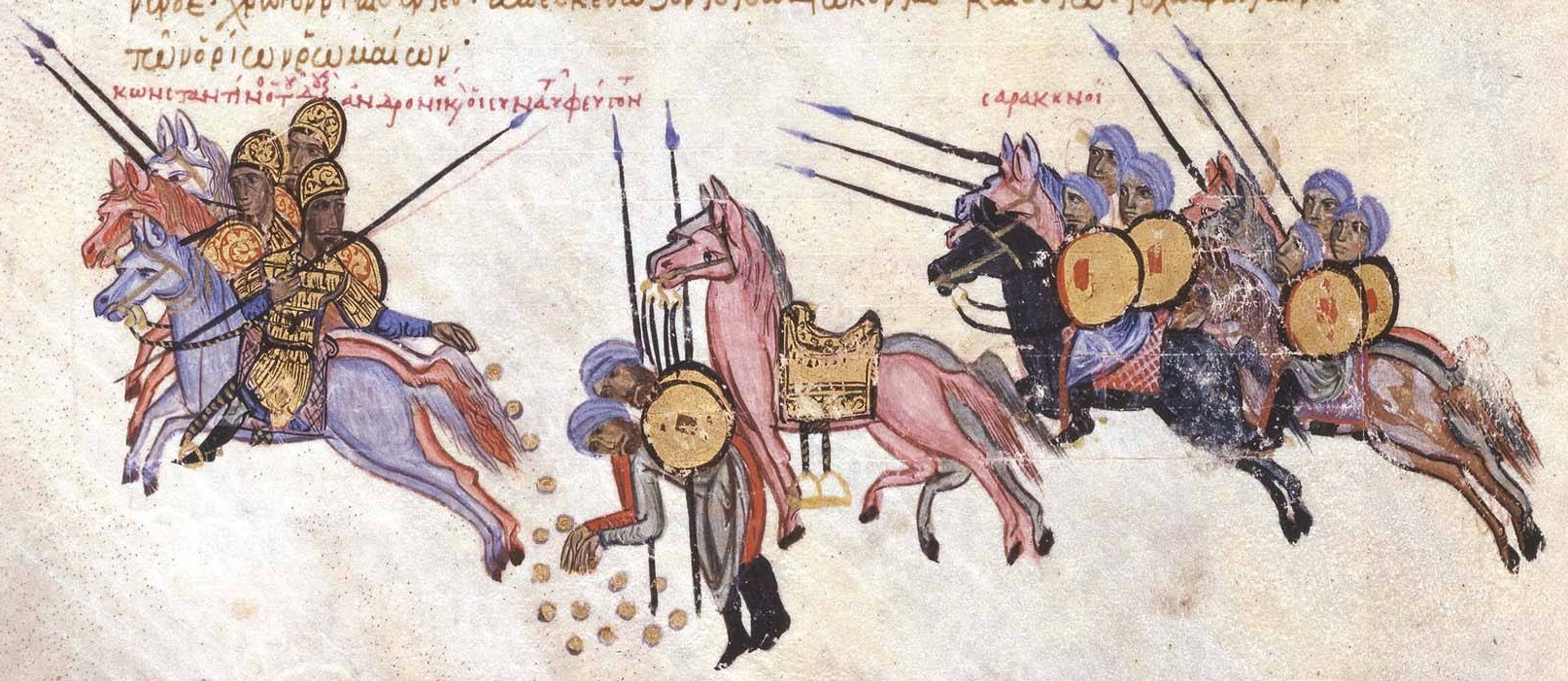
Constantino Ducas escapa do cativeiro árabe jogando moedas de ouro para trás para atrasar seus perseguidores. Iluminura do Escilitzes de Madri

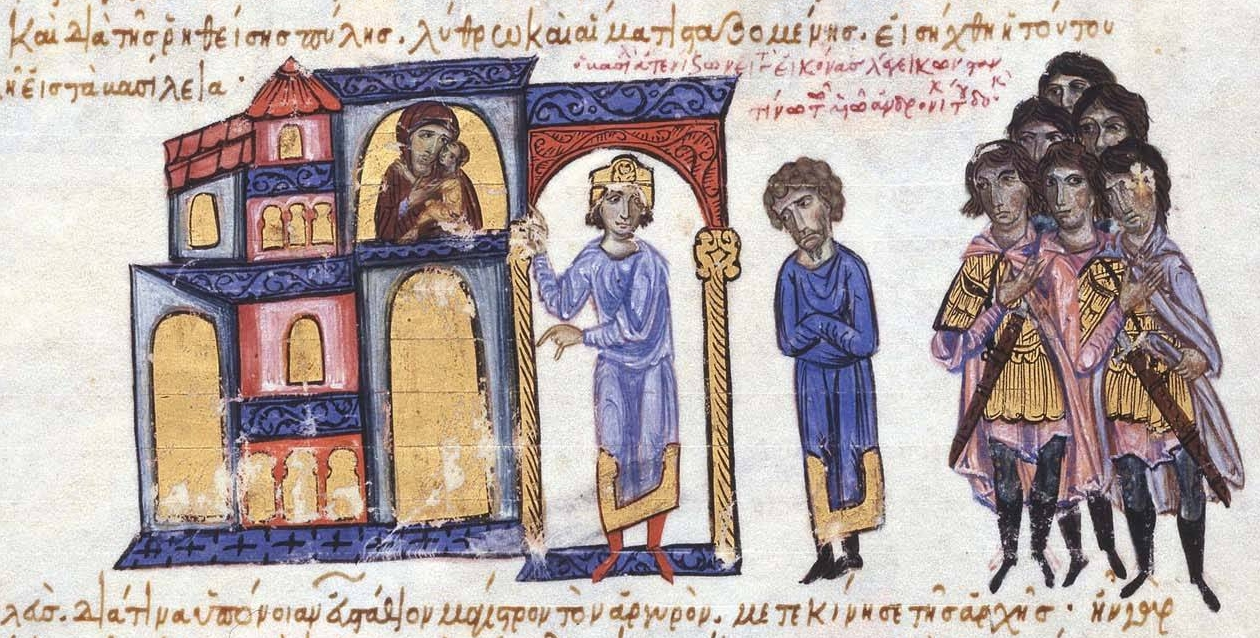
Leão admoestando Constantino a não tentar usurpar o trono. Iluminura do Escilitzes de Madri

Constantino era filho de Andrônico Ducas, proeminente general sob Leão VI, o Sábio (r. 886–912) e o primeiro membro proeminente da família Ducas. Constantino aparece pela primeira vez em 904 durante a tentativa de fuga do eunuco de origem árabe Samonas, um dos assessores de maior confiança do imperador, à Síria. Constantino capturou Samonas no Mosteiro da Vera Cruz em Siricha, próximo ao rio Hális, e o escoltou de volta para Constantinopla, onde um inquérito sobre o assunto foi realizado perante o senado. Leão, que ainda estava ligado a seu servo, ordenou que Constantino mantivesse a versão de que Samonas estava realizando uma peregrinação ao templo de Siricha, e não à fronteira árabe. Contudo, quando os senadores pediram-lhe para confirmar a veracidade desta alegação jurando em "Deus e a chefia do imperador", ele se recusou a esconder a verdade. Samonas foi punido com prisão domiciliar e, embora logo tenha sido perdoado por Leão apenas quatro meses depois e restaurado a seus ofícios, tinha concebido uma inimizade profunda pelos Ducas.
Esse rancor veio à tona em 906, quando Samonas enganou Andrônico para que se recusasse a participar de uma expedição naval imperial. Com medo de ser punido por sua desobediência, Andrônico fugiu com sua família e apoiantes à fortaleza de Cabala, perto de Icônio, e daí atravessou a fronteira ao exílio no Califado Abássida. Constantino e seu pai acabaram em Bagdá. Leão enviou uma mensagem secreta aos Ducas oferecendo perdão total caso retornassem, mas novamente através das maquinações de Samonas, a carta caiu em mãos do califa Almoctafi (r. 902–908), que confiou Andrônico a prisão domiciliar e forçou-o a se converter ao Islã junto aqueles que o acompanharam. Morreu c. 910. Constantino, contudo, conseguiu escapar e viajou pela Armênia, sendo recebido calorosamente por Leão, em uma cerimônia na sala do trono de Crisotriclino. A data de seu retorno é incerta, mas pode ser situada entre ca. 908 e ca. 911.
Apesar da revolta do pai, os Ducas permaneceram muito populares devido a seus êxitos militares, e aparentemente circularem na corte profecias que previam a ascensão de Constantino ao trono. Como resultado, segundo Teófanes Continuado, Leão advertiu o jovem para que não tentasse tornar-se imperador, mas isso é talvez uma interpolação posterior em vista do destino eventual de Constantino Ducas. Na realidade, Leão parece ter confiado nele, uma vez que concedeu-lhe presentes e nomeou-o para posições militares seniores: de início foi nomeado - aparentemente em sucessão a Eustácio Argiro - estratego do Tema de Carsiano, mas ca. 913 ascendeu ao posto de doméstico das escolas (comandante-em-chefe do exército). Nesses cargos lutou com sucesso contra os árabes.

### Tentativa de conspiração

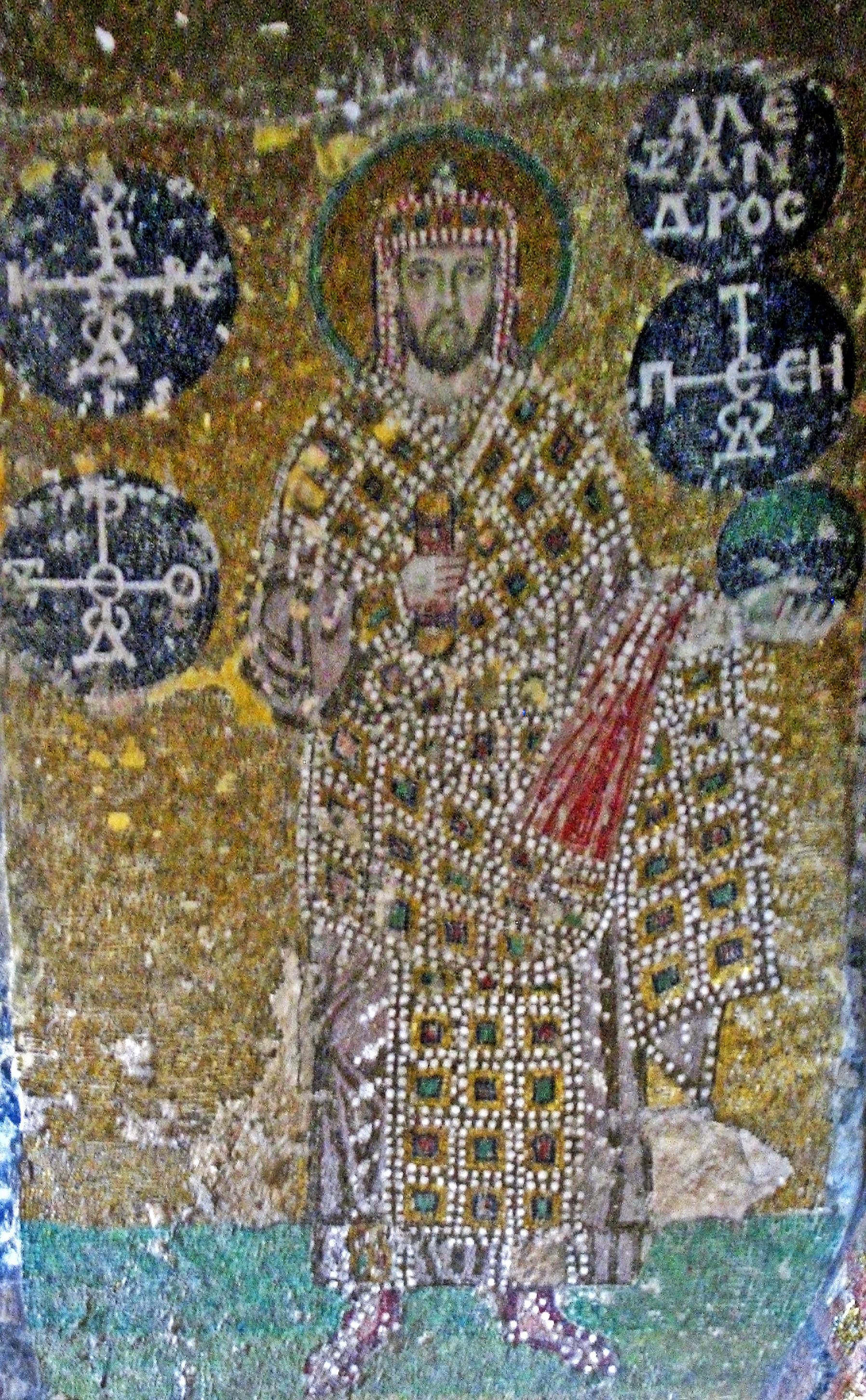
Mosaico de Alexandre r. em Santa Sofia

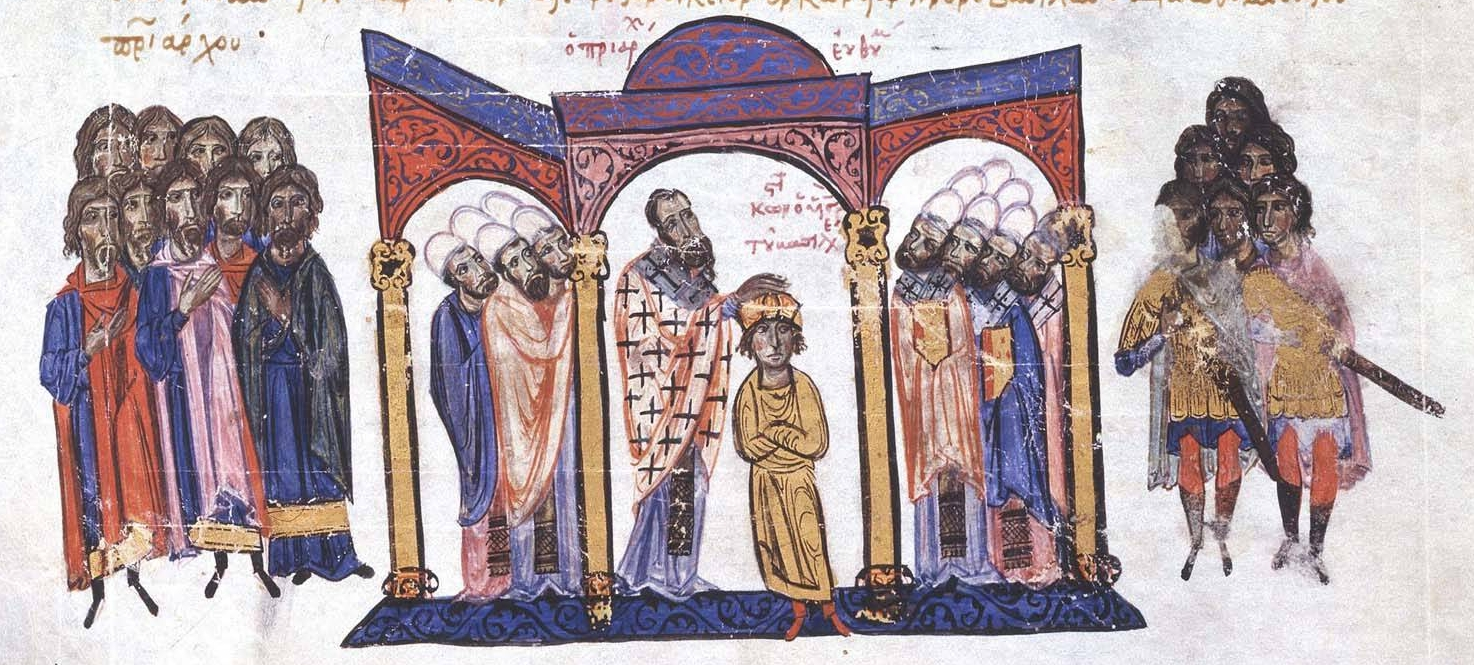
Coroação como coimperador em 908 de Constantino. Iluminura do Escilitzes de Madri

Leão VI morreu em maio de 912 e foi sucedido por seu irmão Alexandre (r. 912–913), que reinou por pouco mais que um ano antes de morrer, em junho de 913. A imperatriz de Leão, Zoé Carbonopsina, e seu filho e coimperador titular, Constantino VII Porfirogênito (r. 913–959), foram postos de lado durante o reinado de Alexandre, que também restaurou um antigo adversário de Zoé, Nicolau Místico, como patriarca de Constantinopla. Assim, quando Alexandre morreu, tendo Constantino VII menos de oito anos de idade, eclodiu uma disputa pelo poder entre Zoé e Nicolau, que dirigiu o conselho de regência. Foi então que Constantino Ducas iniciou uma rebelião visando a conquista do trono. As crônicas insinuam que o patriarca Nicolau também estava envolvido. Sem saber que seria nomeado regente (Alexandre nomeou-o ao conselho de regência em seu leito de morte), e com medo de perder sua posição eminente e preocupado com a ameaça representada pelo czar búlgaro Simão, o Grande (r. 893–927), o patriarca aparentemente convocou Ducas para assumir o trono.
Ducas, desfrutando de amplo apoio entre aristocratas e população, aceitou a convocação do patriarca e dirigiu-se para Constantinopla com alguns amigos de confiança. Aproximadamente 3 dias após a morte de Alexandre, entrou secretamente na capital através de um pórtico durante a noite e se escondeu na casa de seu sogro, Gregoras Iberitzes, onde logo juntou-se a outros altos cortesões como o patrício Constantino Heládico. Já antes do amanhecer da manhã seguinte, Constantino e seus apoiantes, portando tochas, marcharam ao Hipódromo e foram acompanhados por grande multidão ao longo do caminho. Constantino foi imperador devidamente proclamado perante o povo no Hipódromo, e dirigiu-se em triunfo ao Portão Calce do palácio imperial. Após cruzar o portão de ferro do Calce, contudo, no salão dos excubitores, ele foi barrado pelos soldados da guarda Heteria e remadores armados da frota imperial, reunidos pelo magistro João Eladas, um membro do concelho de regência. Se seguiu um confronto armado onde houve muitos mortos, incluindo Gregório, o filho de Constantino, seu sobrinho Miguel e seu amigo Curtício. Desanimado, Constantino tentou fugir, mas seu cavalo escorregou e caiu. Constantino foi morto por uma flecha; segundo a Vida de Eutímio alegadamente amaldiçoando o patriarca Nicolau enquanto estava moribundo. Sua cabeça foi cortada e apresentada ao jovem imperador Constantino VII.
A Vida de Basílio, o Jovem, por outro lado, relata uma versão ligeiramente diferente, segundo o qual a convocação de Ducas fora realizada pelo conselho regencial inteiro, que propor que Ducas assumisse o governo do Estado enquanto Constantino VII estaria limitado a seus deveres cerimoniais. Segundo esta fonte, a proposta chocou-se com a recusa de Ducas, e os regentes tiveram de enviar uma segunda carta com seus encólpios para persuadi-lo do contrário. Pelo tempo que Constantino entrou em Constantinopla, contudo, os regentes tinham mudado de ideia e barricaram o palácio contra ele. Após sua proclamação no Hipódromo, Ducas resolveu sitiar o palácio, mas finalmente tentou entrar através do Calce, enquanto ordenando que seus apoiantes não desembainhassem suas espadas de modo a evitar derramamentos de sangue. Lá, foi emboscado por arqueiros situados ali pelos regentes, e morto ao lado de alguns de seus seguidores.
Muitos dos apoiantes do usurpador - 800 segundo a Vida de Eutímio, mais de 3 000 segundo a Vida de Basílio, o Jovem - foram severamente punidos; alguns foram cegados e exilados, enquanto outros - incluindo aqueles que tinha procurado santuário em Santa Sofia - foram tonsurados e confinados em mosteiros, enquanto muitos pertencente ao povo foram presos a estacas na costa oriental do Bósforo. A esposa de Constantino Ducas foi tonsurada e exilada à Paflagônia e seu filho Estêvão foi castrado. Junto com as mortes de seu filho e seu sobrinho, isso significou a extinção deste ramo da família Ducas: é incerta a relação de Andrônico e Constantino com os portadores posteriores do nome Ducas.

## Legado
Apesar de seu fracasso em apossar-se do trono, a popularidade de Constantino Ducas indica que sua memória foi preservada entre as pessoas comuns e a aristocracia da Ásia Menor: nos anos 930, Basílio Mão-de-Cobre assumiu sua identidade e liderou uma revolta camponesa, enquanto entre a aristocracia ele foi glorificado como um herói. Elementos deste evento são encontrados no poema épico Digenis Acritas.